# 义帝陵
义帝陵位于湖南省郴州市北湖区文化路中段西侧，是秦朝末年反秦起义军楚义帝熊心的陵墓。

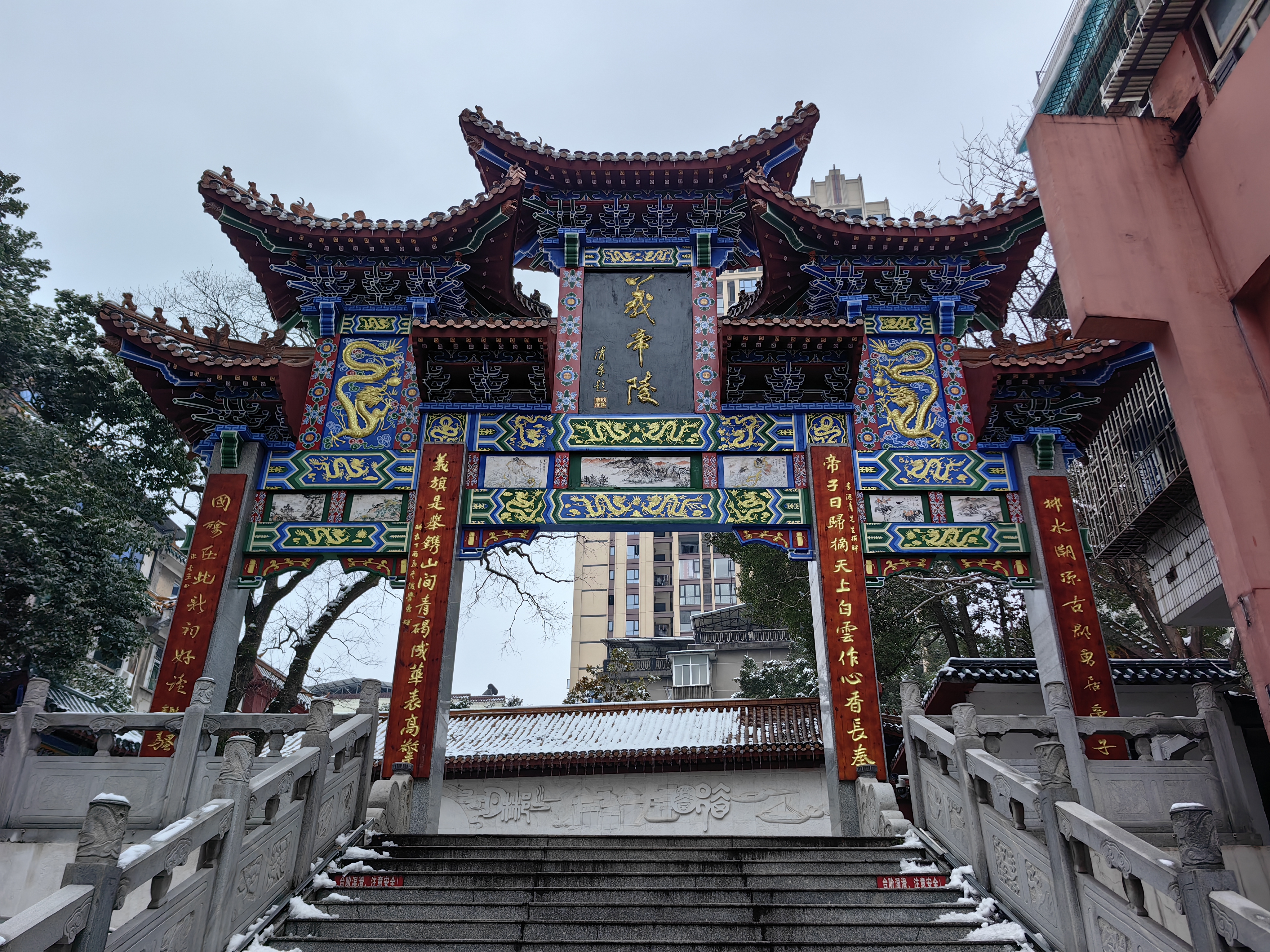

## 历史
义帝被项羽派人刺杀后，郴人葬之于此。汉朝建立后，刘邦派王陵、周勃、樊哙三人筑陵祭祀 。历代地方官府多次修缮。
1956年义帝陵被定为湖南省文物保护单位，于1957年、1988年、2005年三次修缮，
2013年列入第七批全国重点文物保护单位。

## 设施

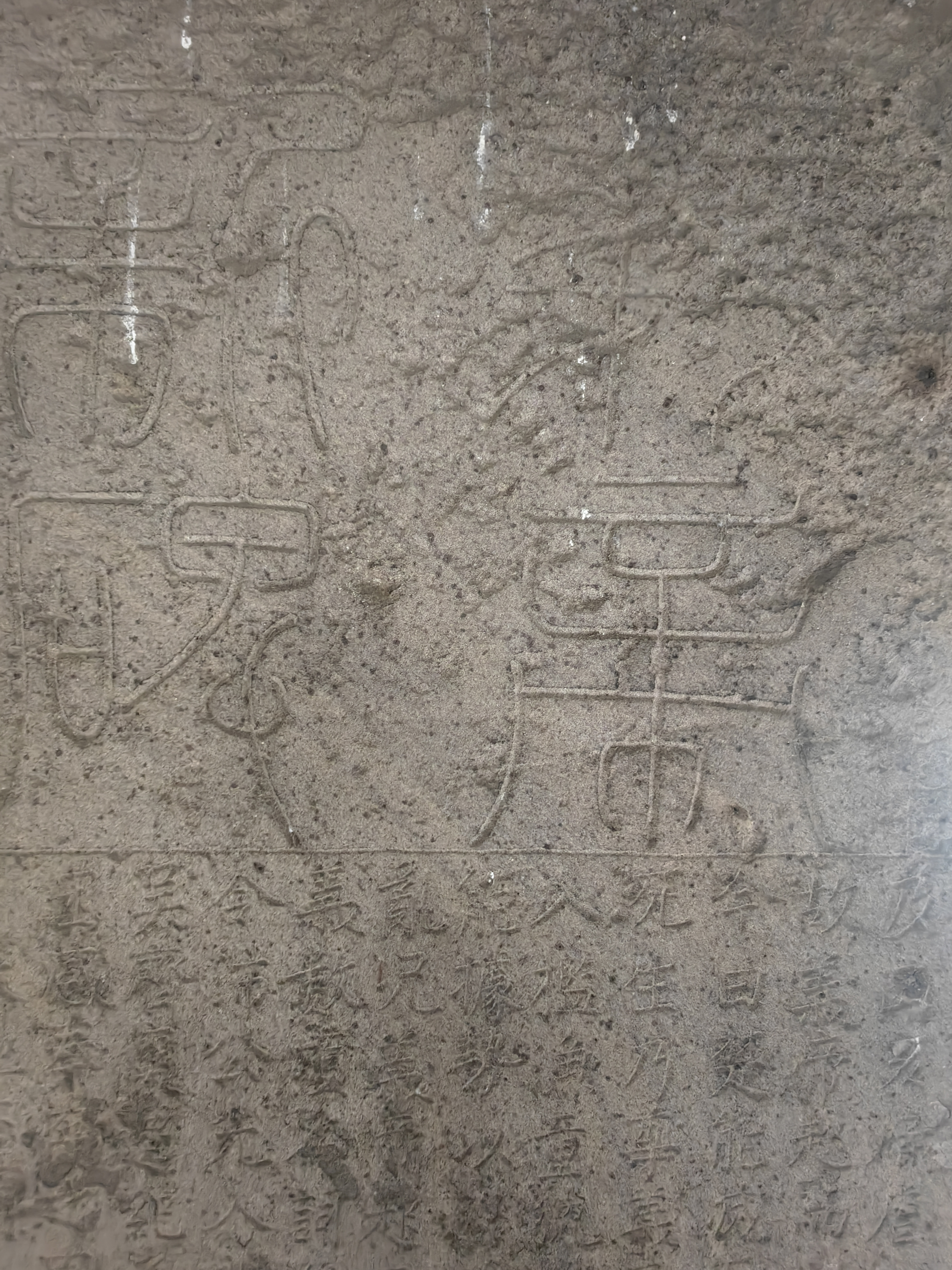
义帝新碑原碑局部

### 义帝陵墓
陵墓为半圆形，封土堆底座有麻石围箍。陵前有汉白玉碑，书隶书“义帝之墓”四字。

### 义帝新碑
墓前两侧各有一座护碑亭，分别立着义帝碑原刻和复制碑。碑的正面刻有“义帝新碑”四字，刻于北宋嘉祐四年(1059年)；背面刻有《重修义帝庙记》，刻于元至正五年(1345年) ，因年代久远，部分碑文字迹模糊。

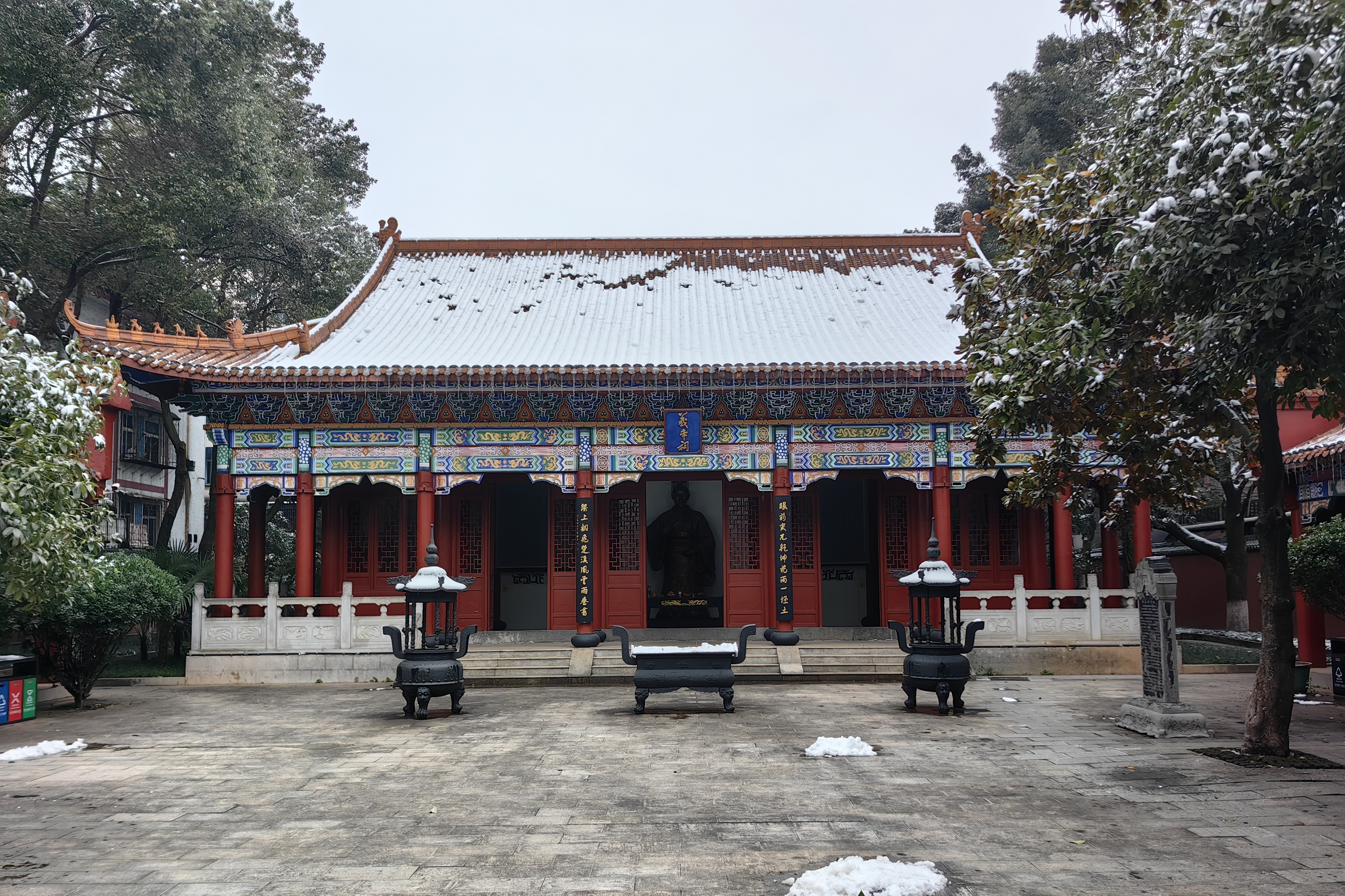
义帝祠

### 义帝祠
义帝祠原来在陵右侧，元至正年间移建至陵前，
祠内设义帝青铜像、楚汉风云壁画。

## 链接
义帝陵 （页面存档备份，存于）